# Myron Bolitar
Myron Bolitar est un personnage de fiction créé en 1995 par l'écrivain américain Harlan Coben. Il est le personnage principal d'une série de romans.
Ancien champion universitaire de basket-ball et ex-agent du FBI, Myron Bolitar est un agent sportif qui s'occupe de la carrière de joueurs de haut niveau. Lorsque ses clients rencontrent des problèmes, il n'hésite pas à mener son enquête et à jouer les détectives aidé de son inséparable, effroyable mais efficace ami Windsor Horne Lockwood, troisième du nom, simplement appelé Win, et sa jolie secrétaire – ancienne catcheuse – Esperanza Diaz. Il reçoit également le soutien de nombreux contacts, qu'il tient de son passé au FBI.
Son chemin croise souvent le chemin de Jessica Culver, auteur à succès et son ex-petite amie, avec qui il se remettra quelque temps, avant de rompre avec elle dans le roman Temps mort.

## Biographie
Myron Bolitar est le fils aîné d’Alan Bolitar, directeur d'un entrepôt de Newark, et d’Ellen Bolitar, une grande avocate et ancienne militante féministe.
Myron a un frère cadet mais son existence n'est évoquée que très brièvement. Brad avait cinq ans de moins que Myron et il serait un grand supporter des Red Sox. Les deux frères se sont fâchés gravement quand Brad a commencé à fréquenter Kitty Hammer, alors jeune joueuse de tennis talentueuse connue pour ses frasques. Quand Kitty a menti à Brad en lui disant que Myron avait cherché à la séduire, la complicité des deux frères s'est brisée et Brad a fui la maison familiale pour travailler dans des actions humanitaires à parcourir le monde au bras de Kitty.
Grâce à sa taille (il mesure 1,93 m) et à son talent au basket-ball, Myron obtient une bourse à Duke, et se fait repérer par les Celtics, ce qui lui permet de faire ses débuts dans la NBA. Son grand rival est alors Greg Downing. Il a d'ailleurs une brève liaison avec Emily Downing, la petite amie de Greg. Pour avoir sa vengeance, Greg paye Burt Wesson, un autre basketteur connu pour sa brutalité sur le terrain, pour blesser légèrement Myron avant les sélections. La blessure que Burt infligera à Myron sera beaucoup plus grave : fracture totale de la rotule et lésion des ligaments croisés. La carrière de Myron Bolitar dans le basket-ball est terminée. Il n'apprendra la vérité que des années plus tard par Clip Arnstein.
Après plusieurs mois de rééducation où il récupère et peut à nouveau marcher, Myron décide alors de reprendre ses études, et prend des cours de droit à Harvard. Son compagnon de chambrée est Windsor Horne Lockwood III, dit Win, un richissime héritier qui devient son meilleur ami. Au terme de ses études, Myron devient avocat et s'inscrit au barreau de New York, sans pour autant pratiquer. Sur impulsion de Win, Myron et lui rejoignent le FBI pour quelques années, où ils participent à des opérations encore top secrètes.
Sa vocation d'agent sportif lui vient par son ami Clu Haid, alors star montante du baseball. Jeune diplômé en droit, il négocie un arrangement avec la police pour couvrir un accident de voiture où Clu était au volant en état d'ivresse. Avec Win et Esperanza Diaz, une ancienne star du catch féminin sous le pseudonyme de Petite Pocahontas, il crée MB Sports (MB pour Myron Bolitar, nom qu'il a trouvé seul et dont il est assez fier). Ils se répartissent le travail : Myron négocie les contrats, Win gère les finances et Esperanza est secrétaire. Dans son travail, il a souvent affaire aux frères Ache, des mafieux propriétaires de TruPro, une grande entreprise d'agents sportifs, qui n'hésitent pas à employer des moyens douteux pour menacer Myron.
À côté de ses activités d'agent, Myron rend des services en menant des enquêtes sur des morts ou des disparitions suspectes pour ses clients. C'est ainsi qu'il va renouer avec Jessica Culver, une écrivaine célèbre qu'il fréquentait avant sa blessure au genou. Elle avait rompu et était parti avec un certain Doug (on ignore son identité). Ils se retrouvent par Christian Steele, un jeune footballeur dont la petite amie, Kathy, la sœur de Jessica, réapparaît dans une revue pornographique alors qu'elle a disparu depuis dix-huit mois.
Une fois l'affaire résolue, Myron et Jessica reprennent leur liaison, jusqu'à emménager ensemble dans l'appartement de l'écrivaine. Mais les affaires de Myron l'amènent à protéger Brenda Slaughter, la fille d'Horace Slaughter, son ancien mentor sportif. Myron et elle nouent des liens forts et vont jusqu'à s'embrasser. Après l'assassinat de Brenda, le couple de Jessica et Myron vole lui aussi en éclats.
Myron fuit alors pendant trois semaines aux Caraïbes avec Terese Collins, une présentatrice télé rencontrée quelques heures avant, avec qui il a une relation purement physique. Leurs détresses les rapprochent, la présentatrice venant de perdre sa fille dans un accident de voiture. Win les ramène à New York pour libérer Esperanza de prison car accusée du meurtre de Clu Haid. Quelque temps plus tard, il découvre qu'il est le père biologique de Jeremy Downing, le fils d'Emily, et qu'il est atteint de l'anémie de Fanconi. Myron accepte donc de l'aider à retrouver un donneur compatible qui a mystérieusement disparu. Après plusieurs mois de liaison, Terese disparaît, fuyant en Angola.
Six ans plus tard (où il n'a géré que son entreprise), Myron rachète la maison de ses parents à Newark et s'y installe. Il fréquente alors Ali Wilder, une jeune veuve du 11 septembre. Son entreprise est devenue MB Reps, a étendu son activité aux acteurs, qu'il gère lui-même tandis qu'Esperanza s'occupe des sportifs. Le secrétariat est géré par Big Cyndi, l'ancienne partenaire de catch d'Esperanza. Il aide une amie de fac à retrouver sa fille qui a fugué. Un an plus tard, Ali et Myron rompent quand elle voit que Myron devient proche de ses enfants alors qu'elle ne parvient pas à oublier son mari. Myron renoue peu après avec Terese Collins, dont l'ex-mari assassiné avait découvert à Paris une affaire de terrorisme. Il démantèle ainsi entre New York, Paris et Londres un réseau de trafic d'embryons.
Quelques mois plus tard, il demande la main de Terese Collins, alors en exil volontaire en Angola avec sa fille. Alors qu'il cherchait la personne menaçant la réputation d'une de ses clientes, Myron recroisera un soir sa belle-sœur Kitty dans une boite de nuit. Visiblement redevenue cocaïnomane, il cherchera à lui venir en aide et fera alors la connaissance de son neveu, Mickey, le fils de Brad et Kitty, découvrant ainsi la mort accidentelle de son frère et les raisons qui ont fait sombrer Kitty dans la drogue. En dénouant ce secret, Win s'impliquera trop et se mettra en danger en tuant Herman Ache, le forçant à quitter le pays et utiliser ses ressources pour fuir la police. Avec le départ d'Esperanza, Myron décide peu après de revendre MB Reps et de s'occuper de son neveu, avec qui il partage le fort caractère de la famille Bolitar mais aussi le nom.
Kitty ayant intégré un centre de désintoxication, Myron héberge donc Mickey qui commence ses années de lycée. L'adolescent refuse cependant de nouer un quelconque lien avec son oncle, refusant qu'il devienne son tuteur légal et restant très distant. La relation s'apaisera quand Mickey retrouvera son père, encore en vie, après quelques péripéties .
Après plus d'un an de cavale à travers le monde, Win appelle à l'aide Myron quand l'ami du fils d'une de ses cousines, porté disparu depuis 10 ans, réapparait dans les quartiers mal famés de Londres. Myron retarde donc son mariage avec Terese Collins pour aider son ami et découvrir ce qu'est devenu l'autre enfant enlevé.

## Personnalité
Myron est très grand (1,93 m, 3 cm de plus que son créateur, Harlan Coben), charmeur, mais surtout obsédé par la vérité.
Il a vécu chez ses parents jusqu'à l'âge de trente-quatre ans, comme il le dit lui-même à plusieurs reprises : « cela laisse des traces ! »
Sa boisson préférée est le Yoo-hoo, une boisson chocolatée.
Dans ses moments de panique, il parle énormément, souvent pour envoyer des piques à son adversaire.
Il est d'ailleurs atteint dans ces moments de logorrhées.

### Ses relations
Le meilleur ami de Myron est Windsor Horne Lockwood III, un richissime héritier rencontré pendant ses études de droit. « Win », en tant qu'expert en infiltration et en combat armé ou à mains nues, n'hésite pas à proposer ses services lors d'actions dangereuses dans les enquêtes de Myron. Ainsi, il n'hésite pas à se salir les mains si nécessaire, en tuant de sang-froid des hommes de main envoyés aux trousses de Myron. Celui-ci n'hésite pas non plus à utiliser les moyens de Win pour ses enquêtes. Inversement, Myron est la seule personne à pouvoir arrêter Win quand il commence à torturer quelqu'un par plaisir. Win ne lui refusera qu'une seule fois son aide, lors de l'affaire de la disparition du fils de Jack Coldren, une star du golf sur le retour, parce qu'ils se connaissaient et que Win le haïssait pour avoir couché avec sa mère.
L'autre personne de confiance de Myron est Esperanza. Lors de la première rupture avec Jessica, Esperanza était là, et déteste depuis l'écrivaine. Il y a eu entre eux un léger flirt, avant qu'ils ne réalisent que cela ne mènerait à rien et préfèrent rester amis.
Myron pense toujours à Jessica Culver, qu'il considère comme son grand amour, et a toujours des sentiments pour elle. Leurs deux ruptures, dues principalement à la peur de s'engager de Jessica, ont dévasté Myron. Il sera également affecté quand il apprendra le mariage de Jessica, sept ans après la véritable fin de leur relation.
Une des autres raisons qui ont poussé Myron et Jessica à rompre définitivement est l'apparition de Brenda Slaughter, fille du mentor de Myron dans le basketball, Horace Slaughter. Myron et elle développeront des sentiments, allant jusqu'à s'embrasser sans aller plus loin. À la suite de son assassinat, Myron continuera ponctuellement à se rendre sur sa tombe,.
L'une des relations les plus stables connues de Myron Bolitar est celle qu'il a vécue avec Ali Wilder, une femme qui a perdu son mari lors des attentats du 11 septembre 2001 et qui élève ses deux enfants seule. Elle rompt brutalement quand elle envisage de se rapprocher de sa belle-famille en Arizona, ne parvenant pas à refaire sa vie avec Myron.
Au moment du lycée, Myron a fréquenté Emily Downing, alors fiancée à son rival sportif, Greg Downing. Ils coucheront ensemble la veille du mariage, procréant alors le fils biologique de Myron, Jeremy. Myron découvrira sa paternité alors que le garçon est adolescent et atteint de l'anémie de Fanconi. Depuis, Jeremy et Myron sont devenus amis.
Myron épousera Terese Collins, une ex-présentatrice de journal télévisé. Ils se sont croisés peu après la mort de Brenda Slaughter, alors que Terese venait de perdre sa fille unique dans un accident de voiture. D'abord purement physique, leur relation deviendra plus profonde. Terese vivra quelques années en Angola et recontactera Myron quand elle surprendra une jeune femme ressemblant étonnamment à sa fille à Paris. Après quelques années de relation à distance, Terese reviendra vivre aux États-Unis et ils se marieront, le témoin de mariage étant Win, et Esperanza célébrera l'union.

## Les romans
Myron Bolitar est le personnage principal et narrateur de 12 romans, apparait dans les trois romans centrés sur Mickey Bolitar et il est évoqué dans Gagner n'est pas jouer (2021), roman centré sur Win Lockwood, son meilleur ami.
| Année de parution originale | Titre original   | Titre en français      | Année de parution française |
| --------------------------- | ---------------- | ---------------------- | --------------------------- |
| 1995                        | Deal breaker     | Rupture de contrat     | 2003                        |
| 1996                        | Drop Shot        | Balle de match         | 2004                        |
| 1996                        | Fade Away        | Faux Rebond            | 2005                        |
| 1997                        | Back Spin        | Du sang sur le green   | 2006                        |
| 1998                        | One False Move   | Temps mort             | 2007                        |
| 1999                        | The Final Detail | Mauvaise Base          | 2008                        |
| 2000                        | Darkest Fear     | Peur noire             | 2009                        |
| 2006                        | Promise me       | Promets-moi            | 2007                        |
| 2009                        | Long Lost        | Sans laisser d'adresse | 2010                        |
| 2011                        | Live Wire        | Sous haute tension     | 2011                        |
| 2016                        | Home             | Sans défense           | 2018                        |
| 2024                        | Think Twice      | Méfie toi              | 2024                        |

## Accueil critique
Trois des romans de la série des Myron Bolitar ont été récompensés : Faux Rebond a reçu un prix Edgar-Allan-Poe, Balle de match a reçu un prix Shamus, et Rupture de contrat a reçu un prix Anthony.